# Tronco de Navidad (postre)
El tronco de Navidad, tronco navideño o, en francés, bûche de Noël es un postre tradicional servido durante las navidades en diversos países europeos. Es oriundo de  Francia, gozando de especial popularidad en este y otros países de influencia francófona. Como indica su nombre, el postre suele prepararse, presentarse y decorarse de forma que parezca un tronco listo para la chimenea. 
El tronco tradicional se hace con bizcocho genovés u otro tipo de bizcocho esponjoso, rectangular y plano, que se unta con crema, se enrolla para obtener un cilindro y se vuelve a untar por fuera. La combinación más común es un bizcocho básico, untado y relleno con crema de mantequilla de chocolate, café o praliné, pero existen muchas variantes que cambian el bizcocho, las cremas, rellenos y adornos, además de otras preparadas con mazapán o helado.

## Historia
El origen del tronco de Navidad o bûche de Noël se remonta a la tradición precristiana homónima del Tronco de Navidad, consistente en quemar en el hogar un tronco o leño grande de madera, preferentemente de árboles frutales, para celebrar el solsticio de invierno y el fuego nuevo del año a punto de empezar, así como alejar la oscuridad. El ritual del encendido corre a cargo del mayor o del menor de la familia y se hace a veces con cenizas del tronco quemado el año anterior. Tiene que arder como mínimo tres días, y se riega con vino, aceite o agua. Como otras costumbres, fue recuperada por la Iglesia católica e incorporada a los ritos navideños. Esta costumbre tendría sus orígenes en las tribus germánicas del norte de Europa y se practica en varios países y regiones europeas donde se conoce bajo distintos nombres: Yule log en las islas británicas (Yule designando en los pueblos celtas este período del año), Etéau nedelecq en Bretaña, cacho fio o calignaou en Provenza, tizón de Nadal en Galicia, tréfeu, suche, choque, tronche o tison de Noël en otras regiones francesas, o "Toza" o "Tronca" de Navidad en Aragón y Tió de Nadal en Cataluña.
En el siglo XIX, el uso cada vez más extendido de las estufas en lugar de las chimeneas hizo que se modificara la tradición y se sustituyera el tronco de leña por un postre que lo simulara. Las referencias históricas apuntan a varios inventores posibles: un aprendiz de una chocolatería del barrio parisino de Saint-Germain-des-prés alrededor de 1834, o el pastelero Bonnat de la ciudad de Lyon, que confeccionaba en 1860 un tronco helado con ganache de chocolate. La hipótesis más divulgada se refiere al libro Mémorial de la pâtisserie et des glaces publicado en 1898 por el pastelero y heladero Pierre Lacam, donde aparece una receta de tronco de Navidad de mazapán relleno de helado y cubierto de fondant de chocolate que imitaba la madera.

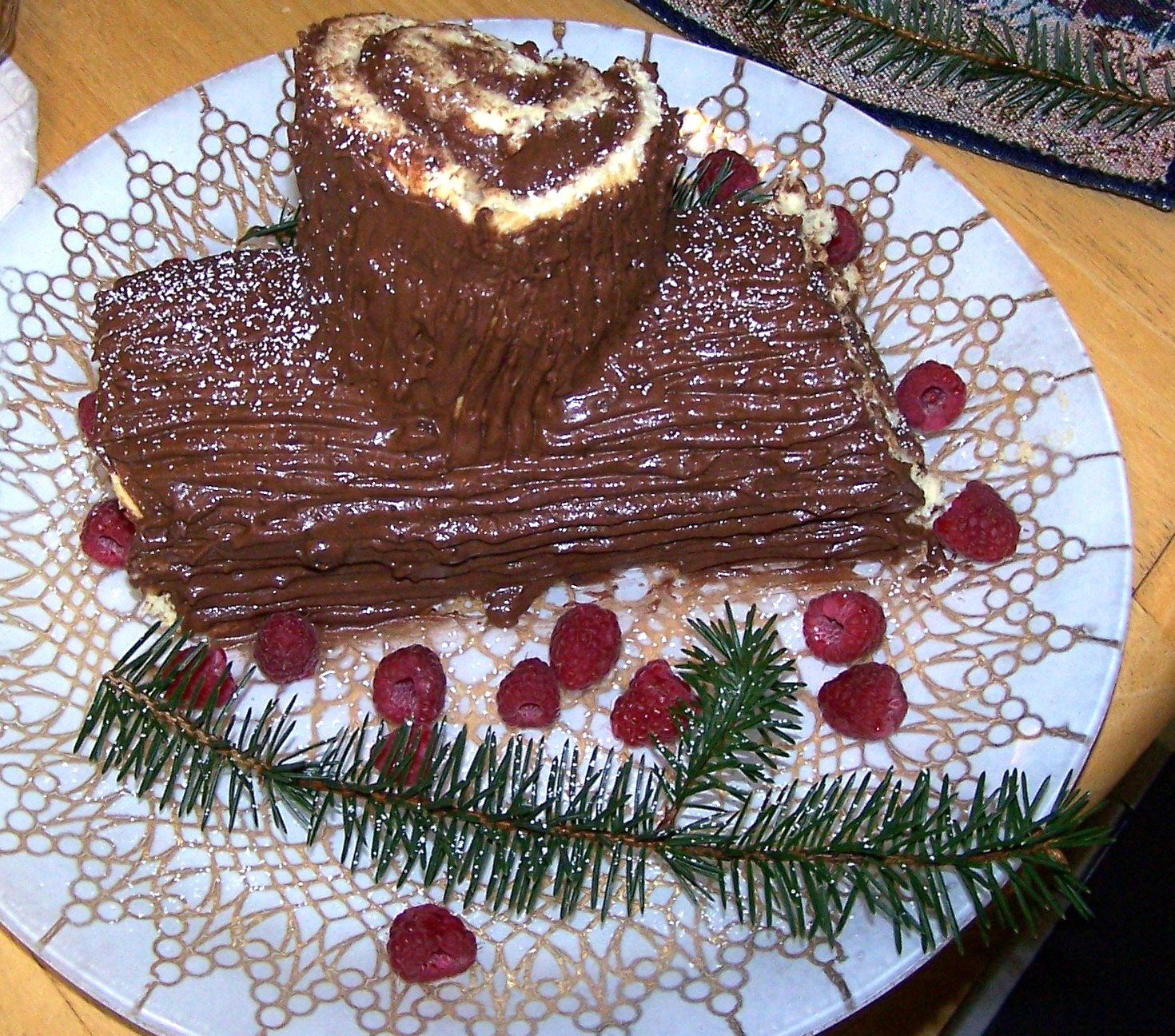
Un tronco de Navidad tradicional, hecho con bizcocho genovés y crema de mantequilla de chocolate, y decorado con azúcar glas, frambuesas y ramas falsas.